# Football League One 2023-2024
La EFL League One 2023-2024, conosciuta anche con il nome di Sky Bet League One per motivi di sponsorizzazione, è il 97º campionato inglese di calcio di terza divisione, nonché il 20º con la denominazione di League One. La stagione regolare ha avuto inizio il 5 agosto 2023 e si concluderà il 27 aprile 2024, mentre la finale dei play off si disputerà il 18 maggio 2024.

## Stagione

### Novità
Al termine della stagione precedente sono saliti direttamente in Championship il Plymouth (al quinto successo nella competizione) e l'Ipswich Town, che sono arrivati rispettivamente 1° e 2° al termine della stagione regolare, mentre lo Sheffield Weds, piazzatosi 3°, è riuscito a raggiungere la promozione attraverso i play-off. 
Il Milton Keyns Dons (21°), il Morecambe (22°), l'Accrington Stanley (23°) ed il Forest Green Rovers (24°) non sono riusciti, invece, a mantenere la categoria e sono retrocessi in League Two.
Queste sette squadre sono state rimpiazzate dalle tre retrocesse dalla Championship: Reading (che scende dopo 22 anni nel terzo livello del calcio inglese), Blackpool e Wigan Athletic e dalle quattro promosse provenienti dalla League Two: Leyton Orient, Stevenage, Northampton Town e Carlisle United (quest'ultimo si è riaffacciato nella categoria dopo 10 anni di assenza).

### Formula
Le prime due classificate, più la vincente dei play off tra le squadre giunte dal 3º al 6º posto, vengono promosse in Championship, mentre le ultime quattro classificate retrocedono in League Two.

## Squadre partecipanti
| Squadra          | Città                    | Stadio                       | Stagione precedente                              |
| ---------------- | ------------------------ | ---------------------------- | ------------------------------------------------ |
| Barnsley         | Barnsley                 | Oakwell Stadium              | 4º posto in EFL League One                       |
| Blackpool        | Blackpool                | Bloomfield Road              | 23º posto in EFL League Championship, retrocesso |
| Bolton           | Bolton                   | University of Bolton Stadium | 5º posto in EFL League One                       |
| Bristol Rovers   | Bristol                  | Memorial Stadium             | 17º posto in EFL League One                      |
| Burton Albion    | Burton upon Trent        | Pirelli Stadium              | 16º posto in EFL League One                      |
| Cambridge Utd    | Cambridge                | Abbey Stadium                | 20º posto in EFL League One                      |
| Carlisle Utd     | Carlisle                 | Brunton Park                 | 5º posto in EFL League Two, promosso             |
| Charlton         | Londra (Charlton)        | The Valley                   | 10º posto in EFL League One                      |
| Cheltenham Town  | Cheltenham               | Whaddon Road                 | 16º posto in EFL League One                      |
| Derby County     | Derby                    | Pride Park Stadium           | 7º posto in EFL League One                       |
| Exeter City      | Exeter                   | St James Park                | 14º posto in EFL League One                      |
| Fleetwood Town   | Fleetwood                | Highbury Stadium             | 13º posto in EFL League One                      |
| Leyton Orient    | Londra (Leyton)          | Brisbane Road                | 1º posto in EFL League Two, promosso             |
| Lincoln City     | Lincoln                  | Sincil Bank                  | 11º posto in EFL League One                      |
| Northampton Town | Northampton              | Sixfields Stadium            | 3º posto in EFL League Two, promosso             |
| Oxford Utd       | Oxford                   | Kassam Stadium               | 19º posto in EFL League One                      |
| Peterborough Utd | Peterborough             | London Road Stadium          | 6º posto in EFL League One                       |
| Portsmouth       | Portsmouth               | Fratton Park                 | 8º posto in EFL League One                       |
| Port Vale        | Stoke-on-Trent (Burslem) | Vale Park                    | 18º posto in EFL League One                      |
| Reading          | Reading                  | Madejski Stadium             | 22º posto in EFL League Championship, retrocesso |
| Shrewsbury Town  | Shrewsbury               | New Meadow                   | 12º posto in EFL League One                      |
| Stevenage        | Stevenage                | Broadhall Way                | 2º posto in EFL League Two, promosso             |
| Wigan            | Wigan                    | DW Stadium                   | 24º posto in EFL League Championship, retrocesso |
| Wycombe          | High Wycombe             | Adams Park                   | 9º posto in EFL League One                       |

## Allenatori e primatisti
Dati aggiornati al 13 marzo 2024.
| Squadra          | Manager | Calciatore più presente (tra parentesi il numero delle presenze) | Cannoniere (tra parentesi il numero dei gol) |
| ---------------- | --- | ---------------------------------------------------------------- | -------------------------------------------- |
| Barnsley         | Neill Collins                                                                                                   | Jordan Williams, Devante Cole (24)                               | Devante Cole (17)                            |
| Blackpool        | Neil Critchley                                                                                                  | Daniel Grimshaw (26)                                             | Jordan Rhodes (15)                           |
| Bolton           | Ian Evatt | Nathan Baxter, Josh Dacres-Cogley (24)                           | Dion Charles (13)                            |
| Bristol Rovers   | Joey Barton (1ª-13ª) Andy Mangan (14ª-18ª) Matt Taylor (19ª-)                                                   | Matthew Cox, Aaron Collins (24)                                  | Chris Martin (15)                            |
| Burton Albion    | Dino Maamria (1ª-20ª) Gary Mills (21ª-26ª) Martin Paterson (27ª-)                                               | Adedeji Oshilaja (25)                                            | Beryly Lubala (5)                            |
| Cambridge Utd    | Mark Bonner (1ª-19ª) Neil Harris (20ª-32ª) Barry Corr (33ª-35ª) Garry Monk (36ª-)                               | 4 giocatori (25)                                                 | Gassan Ahadme (7)                            |
| Carlisle Utd     | Paul Simpson | Sam Lavelle, Jonathan Mellish (25)                               | Jordan Gibson (7)                            |
| Charlton         | Dean Holden (1ª-5ª) Jason Pearce (6ª-7ª) Michael Appleton (8ª-28ª) Curtis Fleming (29ª-30ª) Nathan Jones (31ª-) | George Dobson, Corey Blackett-Taylor (24)                        | Alfie May (20)                               |
| Cheltenham Town  | Wade Elliott (1ª-7ª) Kevin Russell (8ª-10ª) Darrell Clarke (11ª-)                                               | Luke Southwood, Liam Sercombe (24)                               | Liam Sercombe (8)                            |
| Derby County     | Paul Warne | 4 giocatori (24)                                                 | James Collins (13)                           |
| Exeter City      | Gary Caldwell                                                                                                   | Viljami Sinisalo (23)                                            | Sonny Cox (5)                                |
| Fleetwood Town   | Scott Brown (1ª-6ª) Lee David Johnson (7ª-23ª) Charlie Adam (24ª-)                                              | Jay Linch (23)                                                   | Jayden Stockley (9)                          |
| Leyton Orient    | Richie Wellens                                                                                                  | Idris El Mizouni (25)                                            | Ruel Sotiriou (10)                           |
| Lincoln City     | Mark Kennedy (1ª-11ª) Tom Shaw (12ª-16ª) Michael Skubala (17ª-)                                                 | Lukas Jensen (26)                                                | Reeco Hackett-Fairchild, Daniel Mandroiu (6) |
| Northampton Town | Jon Brady | Marc Leonard, Mitchell Pinnock (25)                              | Sam Hoskins (14)                             |
| Oxford Utd       | Liam Manning (1ª-15ª) Craig Short (16ª) Des Buckingham (17ª-)                                                   | Jamee Bidle, Marcus McGuane (25)                                 | Cameron Brannagan, Mark Harris (9)           |
| Peterborough Utd | Darren Ferguson                                                                                                 | Ronnie Edwards, Harrison Burrows (25)                            | Ephron Mason-Clark (13)                      |
| Portsmouth       | John Mousinho                                                                                                   | 3 giocatori (25)                                                 | Colby Bishop (16)                            |
| Port Vale        | Andy Crosby (1ª-27ª) Will Ryder, Matt Done, Danny Lloyd(28ª-29ª) Darren Moore (30ª-)                            | Connor Ripley (24)                                               | Ben Garrity (9)                              |
| Reading          | Rubén Sellés | Femi Azeez (25)                                                  | Harvey Knibbs, Sam Smith (10)                |
| Shrewsbury Town  | Matthew Taylor (1ª-28ª) Paul Hurst (29ª-)                                                                       | Marko Marosi (26)                                                | Daniel Udoh (6)                              |
| Stevenage        | Steve Evans | Carl Piergianni, Jordan Roberts (26)                             | Jamie Reid (17)                              |
| Wigan            | Shaun Maloney                                                                                                   | Sam Tickle (25)                                                  | Stephen Humphrys (9)                         |
| Wycombe          | Matt Bloomfield                                                                                                 | Makstmilian Stryjek, Garath McCleary (24)                        | Luke Leahy (8)                               |

## Classifica[34]
Aggiornata al 30 aprile 2024
|  | Pos. | Squadra          | Pt | G  | V  | N  | P  | GF | GS | DR  |
|  | ---- | ---------------- | -- | -- | -- | -- | -- | -- | -- | --- |
|  | 1.   | Portsmouth       | 97 | 46 | 28 | 13 | 5  | 78 | 41 | +37 |
|  | 2.   | Derby County     | 92 | 46 | 28 | 8  | 10 | 78 | 37 | +41 |
|  | 3.   | Bolton           | 87 | 46 | 25 | 12 | 9  | 86 | 51 | +35 |
|  | 4.   | Peterborough Utd | 84 | 46 | 25 | 9  | 12 | 89 | 61 | +28 |
|  | 5.   | Oxford Utd       | 77 | 46 | 22 | 11 | 13 | 79 | 56 | +23 |
|  | 6.   | Barnsley         | 76 | 46 | 21 | 13 | 12 | 82 | 64 | +18 |
|  | 7.   | Lincoln City     | 74 | 46 | 20 | 14 | 12 | 65 | 40 | +25 |
|  | 8.   | Blackpool        | 73 | 46 | 21 | 10 | 15 | 65 | 48 | +17 |
|  | 9.   | Stevenage        | 71 | 46 | 19 | 14 | 13 | 57 | 46 | +11 |
|  | 10.  | Wycombe          | 65 | 46 | 17 | 14 | 15 | 60 | 55 | +5  |
|  | 11.  | Leyton Orient    | 65 | 46 | 18 | 11 | 17 | 53 | 55 | -2  |
|  | 12.  | Wigan (-8)       | 62 | 46 | 20 | 10 | 16 | 63 | 56 | +7  |
|  | 13.  | Exeter City      | 61 | 46 | 17 | 10 | 19 | 46 | 61 | -15 |
|  | 14.  | Northampton Town | 60 | 46 | 17 | 9  | 20 | 57 | 66 | -9  |
|  | 15.  | Bristol Rovers   | 57 | 46 | 16 | 9  | 21 | 52 | 68 | -16 |
|  | 16.  | Charlton         | 53 | 46 | 11 | 20 | 15 | 64 | 65 | -1  |
|  | 17.  | Reading (-6)     | 53 | 46 | 16 | 11 | 19 | 68 | 70 | -2  |
|  | 18.  | Cambridge Utd    | 48 | 46 | 12 | 12 | 22 | 39 | 61 | -22 |
|  | 19.  | Shrewsbury Town  | 48 | 46 | 13 | 9  | 24 | 35 | 67 | -32 |
|  | 20.  | Burton Albion    | 46 | 46 | 12 | 10 | 24 | 39 | 67 | -28 |
|  | 21.  | Cheltenham Town  | 44 | 46 | 12 | 8  | 26 | 41 | 65 | -24 |
|  | 22.  | Fleetwood Town   | 43 | 46 | 10 | 13 | 23 | 49 | 72 | -23 |
|  | 23.  | Port Vale        | 41 | 46 | 10 | 11 | 25 | 41 | 74 | -33 |
|  | 24.  | Carlisle Utd     | 30 | 46 | 7  | 9  | 30 | 41 | 81 | -40 |

Legenda:
      Promosso in Football League Championship 2024-2025.
  Partecipa ai play-off.
      Retrocesso in Football League Two 2024-2025.
Regolamento:
Tre punti a vittoria, uno a pareggio, zero a sconfitta.
In caso di arrivo di due o più squadre a pari punti, la graduatoria verrà stilata secondo i seguenti criteri:
- differenza reti
- maggior numero di gol segnati
- classifica avulsa
- maggior numero di vittorie
- maggior numero di gol segnati in trasferta
- fair play
- spareggio

Note:

Il Wigan Athletic è stato sanzionato con 8 punti di penalizzazione per irregolarità amministrative e finanziarie.
Il Reading è stato sanzionato con 6 punti di penalizzazione per irregolarità amministrative (1 punto per violazione dei termini di pagamento dei propri calciatori nella stagione 2022-23, 3 punti per non aver fatto fronte al pagamento della prima mensilità e 2 punti per aver ritardato il pagamento delle proprie pendenze economiche nei confronti del fisco).

## Spareggi

### Play-off

#### Tabellone
|  | Semifinali | Semifinali       | Semifinali | Semifinali | Semifinali |  |  | Finale | Finale     | Finale |  |
|  |            |                  |            |            |            |  |  |        |            |        |  |
|  | 6          | Barnsley         | 1          | 3          | 4          |  |  |        |            |        |  |
|  | 3          | Bolton           | 3          | 2          | 5          |  |  | 3      | Bolton     | 0      |  |
|  | 5          | Oxford Utd       | 1          | 1          | 2          |  |  | 5      | Oxford Utd | 2      |  |
|  | 4          | Peterborough Utd | 0          | 1          | 1          |  |  |        |            |        |  |

#### Semifinali
|                     | Risultati |                     | Luogo e data            |
| ------------------- | --------- | ------------------- | ----------------------- |
| Barnsley            | 1-3       | Bolton Wanderers    | Barnsley, 3 maggio 2024 |
| Oxford United       | 1-0       | Peterborough United | Oxford, 4 maggio 2024   |
|                     |           |                     |                         |
| Bolton Wanderers    | 2-3       | Barnsley            | Bolton, 7 maggio 2024   |
| Peterborough United | 1-1       | Oxford United       | Barnsley, 8 maggio 2024 |
|                     |           |                     |                         |

#### Finale
|                  | Risultato |               | Luogo e data                     |
| ---------------- | --------- | ------------- | -------------------------------- |
| Bolton Wanderers | 0-2       | Oxford United | Londra (Wembley), 18 maggio 2024 |
|                  |           |               |                                  |

## Statistiche

### Squadre
Aggiornate al 13 aprile 2024

#### Primati stagionali
Squadre
- Maggior numero di vittorie: Derby County e Portsmouth (26)
- Minor numero di vittorie: Carlisle United (7)
- Maggior numero di pareggi: Charlton Athletic (19)
- Minor numero di pareggi: Shrewsbury Town (7)
- Maggior numero di sconfitte: Carlisle United (28)
- Minor numero di sconfitte: Portsmouth (4)
- Miglior attacco: Peterborough United (80 gol fatti)
- Peggior attacco: Shrewsbury Town (31 gol fatti)
- Miglior difesa: Derby County, Lincoln City e Peterborough United (37 gol subiti)
- Peggior difesa: Carlisle United (76 gol subiti)
- Miglior differenza reti: Derby County (+38)
- Peggior differenza reti: Carlisle United (-36)

Partite
- Partita con più reti: Barnsley-Port Vale 7-0 (7, 1ª giornata), Bolton Wanderers-Exeter City 7-0 (7, 19ª giornata), Wycombe Wanderers-Peterborough United 5-2 (7, 32ª giornata), Leyton Orient-Northampton Town 4-3 (7, 33ª giornata), Bolton Wanderers-Reading 5-2 (7, 42ª giornata)
- Partita con maggiore scarto di gol: Barnsley-Port Vale 7-0 (7, 1ª giornata), Bolton Wanderers-Exeter City 7-0 (7, 19ª giornata)

### Individuali

#### Classifica marcatori
Aggiornata al 13 aprile 2024
| Gol |  |  | Giocatore          | Squadra             |
| --- |  |  | ------------------ | ------------------- |
| 23  |  |  | Alfie May          | Charlton Athletic   |
| 20  |  |  | Colby Bishop       | Portsmouth          |
| 18  |  |  | Jamie Reid         | Stevenage           |
| 17  |  |  | Devante Cole       | Barnsley            |
| 15  |  |  | Sam Hoskins        | Northampton Town    |
| 15  |  |  | Chris Martin       | Bristol Rovers      |
| 15  |  |  | Jordan Rhodes      | Blackpool           |
| 14  |  |  | Mark Harris        | Oxford United       |
| 14  |  |  | Ephron Mason-Clark | Peterborough United |
| 13  |  |  | Dion Charles       | Bolton Wanderers    |
| 13  |  |  | James Collins      | Derby County        |
| 13  |  |  | Sam Smith          | Reading             |